# Gilitze István
Gilitze István (Makó, 1785. július 4. – Makó, 1830. július 22.) magyar parasztköltő.

## Munkássága
Egyverses szerző létére tehetséges költőnek tartották, aki jóval a reformkor előtt klasszikus szintre emelte a parasztköltészetet. Kultúrtörténeti szerepe is fontos volt, mivel műve az első Makóról származó világi mű (a vallási elem csupán a mennyei igazságszolgáltatásként jelenik meg a műben). Egy olyan népi nyelven író költő volt, aki abban az időkben adta ki művét, mikor még az almanachköltészet hívei erősen harcoltak a népi törekvések a műköltészetben való megjelenésük ellen.

## Családja
Szülei Gerlicze (Gilicze) Mátyás (1747-1807) és Kalmár Anna voltak. 1808. január 11-én házasságot kötött a 18 éves Katona Teréziával. Házasságukból nem született gyermek, így vagyonát feleségére és fogadott fiukra, Virág Ferencre hagyta.

## Műve
- P. Makó városának víz által való pusztulásáról (1821)

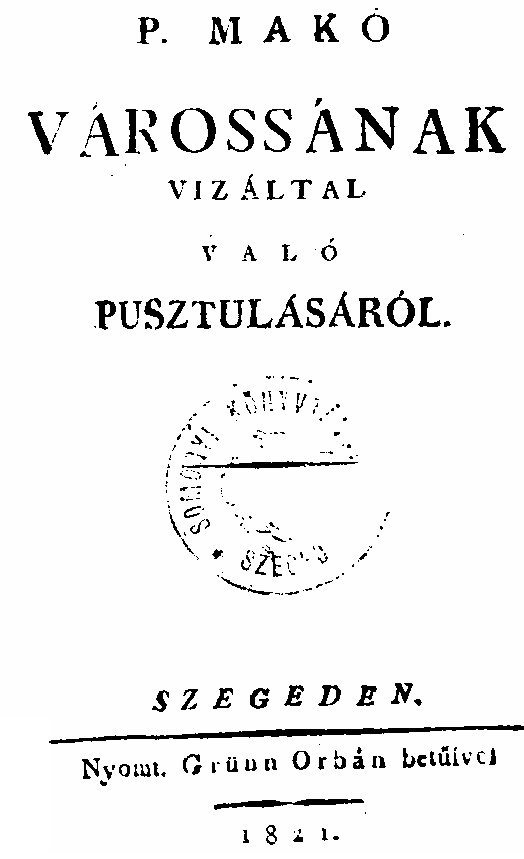
Művének első kiadása

## Emlékezete
- Makón, a Kálvária utca 39. szám alatt lakott, mely tábla őrzi emlékét.

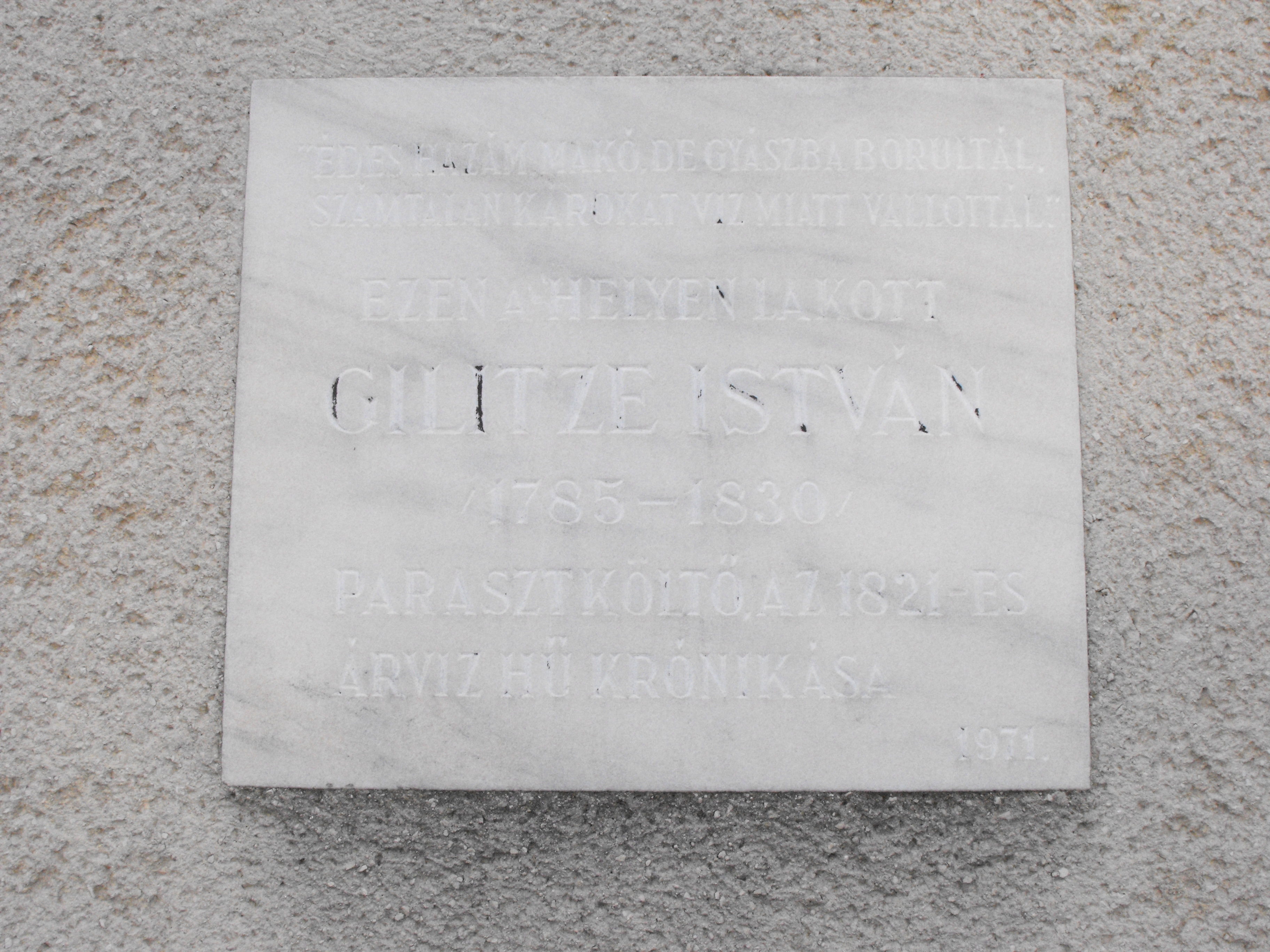
Gilitze István parasztköltő emléktáblája Makó. Kálvária utca 39.

- Makón 1982-ben utcát neveztek el róla.[4]